# Марк Мінуцій Авгурін
Марк Міну́цій Авгурі́н (лат. Marcus Minucius Augurinus; ? — після 488 до н. е.) — політичний, державний та військовий діяч часів ранньої Римської республіки, консул 497 і 491 років до н. е.

## Життєпис
Походив зі змішаного патриціансько-плебейського роду Мінуціїв, його патриціанської гілки Авгурінів. Про батьків, дитячі роки відомостей не збереглося. Мав брата Публія, консула 492 року до н. е.
У 497 році до н. е. Марка Мінуція було обрано консулом разом з Авлом Семпронієм Атратіном. Того року тривала Перша Латинська війна. Авгурін забезпечував охорону Риму під час бойових дій. Водночас займався зведенням Храму Сатурна, який освячено того ж року. На честь цього Мінуцій влаштував свято сатурналіїв.
У 491 році до н. е. вдруге став консулом разом з Авлом Семпронієм Атратіном. Під час цієї каденції у Римі вирував голод й Мінуцій займався розподілом хліба з Сицилії серед плебеїв. Цього ж року захищав місто від Гнея Марція Коріолана.
488 року до н. е. Авгурін був у складі посольства, яке вело з останнім перемовини щодо замирення з вольсками.
Про подальшу долю Марка Мінуція Авгуріна з того часу немає відомостей.